# Corinna colombo
Corinna colombo là một loài nhện trong họ Corinnidae.
Loài này thuộc chi Corinna. Corinna colombo được miêu tả năm 2000 bởi Bonaldo.